# St. Magdalena (Langenbogen)

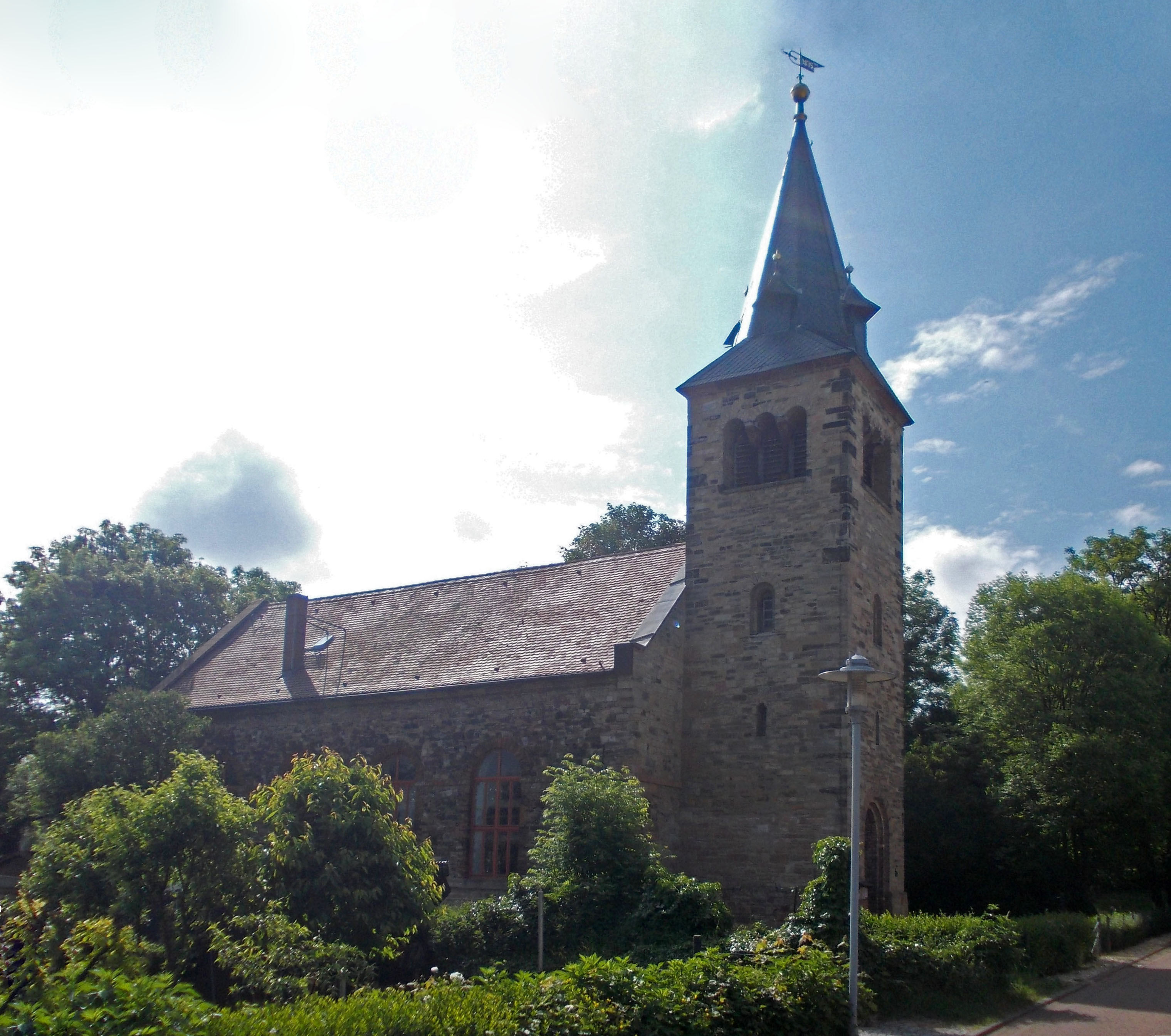
St. Magdalena in Langenbogen

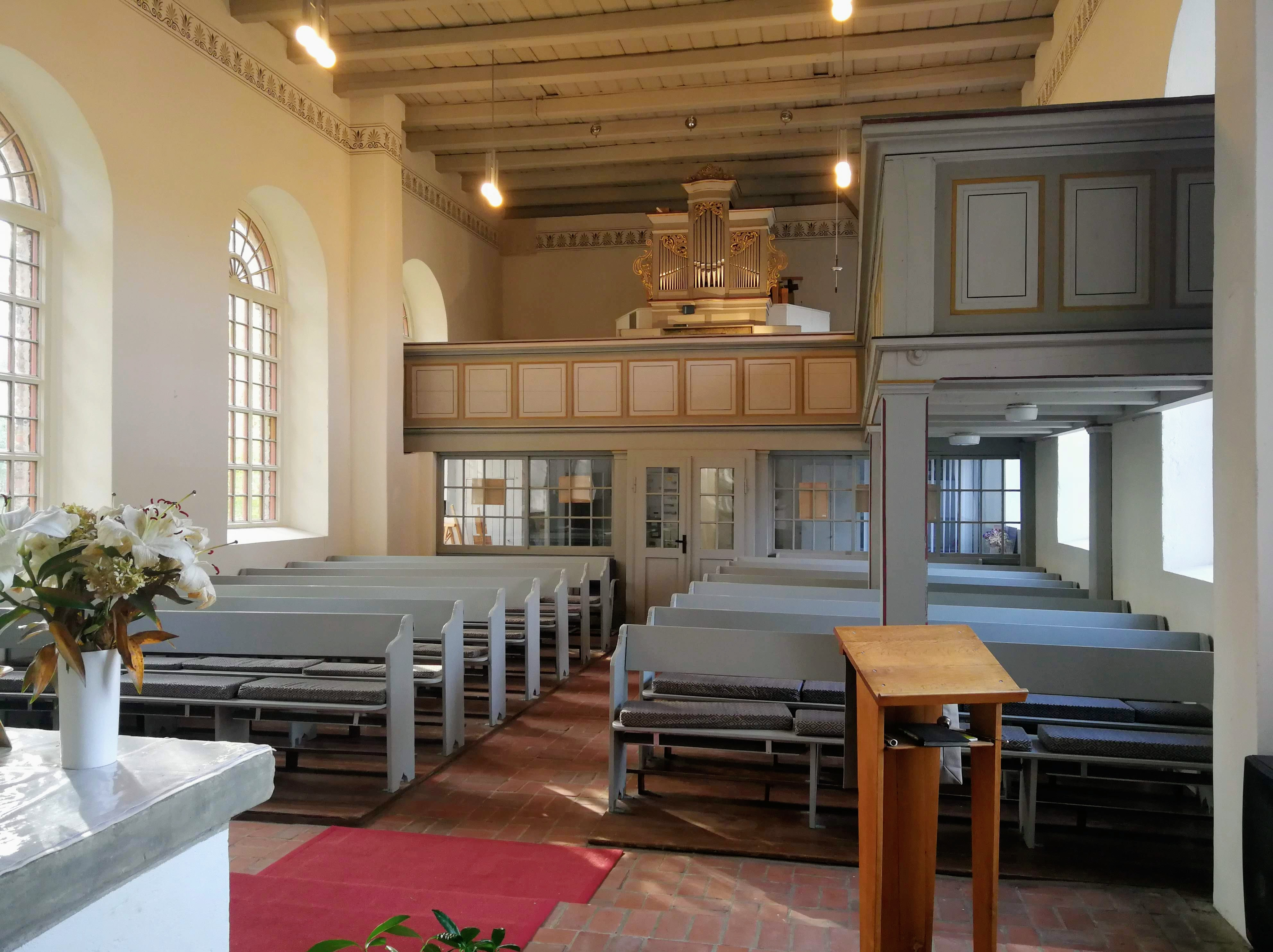
Innenraum (2019)

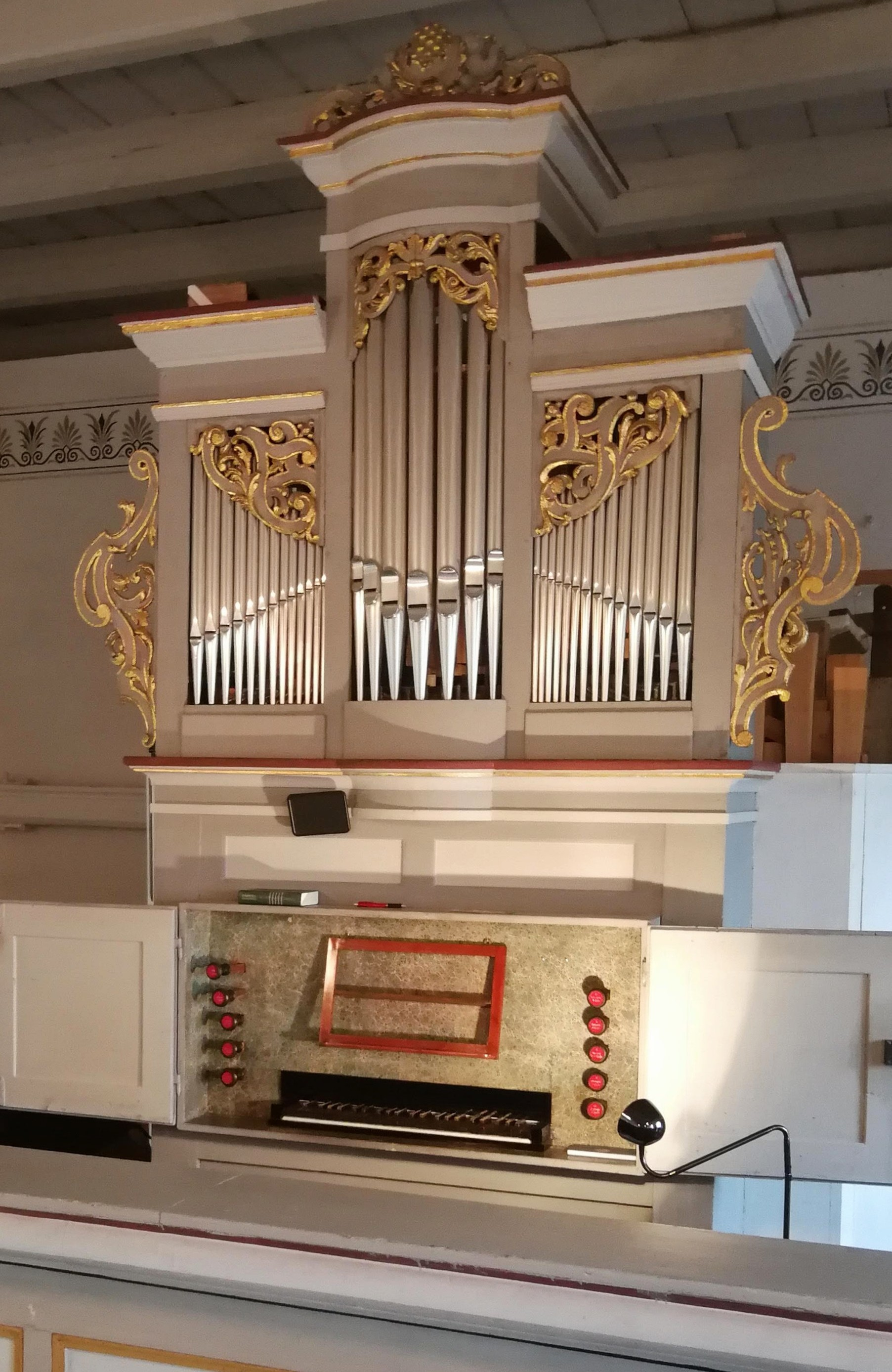
Orgel

St. Magdalena ist eine denkmalgeschützte evangelische Kirche im Ortsteil Langenbogen der Gemeinde Teutschenthal in Sachsen-Anhalt. Im örtlichen Denkmalverzeichnis ist sie unter der Erfassungsnummer 094 55206 als Baudenkmal verzeichnet. Sie wurde bis August 2023 auch von der Gemeinde Zappendorf-Dölau in der römisch-katholischen Pfarrei Carl Lampert Halle-Nord genutzt.
Das unter dem Patrozinium der Heiligen Maria Magdalena stehende Sakralgebäude befindet sich an der Langen Straße in Langenbogen. Die Altarweihe der Kirche wird 1481 urkundlich erwähnt. Das alte Kirchenschiff wurde 1822 durch ein klassizistisches ersetzt. Der Kirchturm wurde 1875 im neoromanischen Baustil umgebaut.

## Orgel
Nach dem Neubau des Kirchenschiffes schaffte die Gemeinde im Jahr 1826 ein barockes Orgelpositiv an. Hoforgelbauer Georg Theodor Kloß (Klose) aus Weißenfels hatte es im Jahr 1735 gebaut. Der ursprüngliche Standort des Instruments ist nicht bekannt. Aufgrund der reichen Verzierungen wird als Herkunft eine Schlosskapelle vermutet. Im Zuge der Umsetzung durch Johann Gottfried Kurtze erhielt die einmanualige Orgel mit mechanischer Spiel- und Registertraktur zwei Register im Pedal. In den Jahren 2003/2004 erfolgte eine Restaurierung durch Ekkehart Groß (Waditz bei Bautzen), bei der der Principal rekonstruiert und die Pedal-Trompete ergänzt wurden. Die Disposition umfasst seitdem zehn Register und lautet wie folgt:
| I Manual CD–c3 |       |
| Gedackt        | 8′    |
| Flöt           | 8′    |
| Principal      | 4′    |
| Gedackt        | 4′    |
| Nassat         | 2 ⁄3′ |
| Octave         | 2′    |
| Mixtur II–III  |       |

| Pedal CD–c1 |     |
| Subbass     | 16′ |
| Violon      | 8′  |
| Trompete    | 8′  |

- Koppel: I/P; Zimbelstern (2021)
- Stimmung:
  - Neidhardt III (1724)
  - Tonhöhe: a1 = 465 Hz